# Верховний суд Аргентини
Верховний суд Аргентини (ісп. Corte Suprema de Justicia de la Nación) — вища судова інстанція в Аргентинській Республіці. Створений 15 січня 1863 року, проте упродовж 20 століття майже не мав незалежності від виконавчої влади. У 2003 році суд було реформовано (закон № 222/03).
Верховний суд функціонує як остання інстанція судової системи країни. Його рішення не можуть бути оскаржені. Він також виконує функції конституційного суду, тобто приймає рішення у справах, що стосуються тлумачень конституції (наприклад, він може скасувати закон Конгресу, якщо той суперечитиме чинній конституції).
Верховний суд Аргентини згідно з законом 26.183 складається з п'яти осіб. Особа може бути обрана до Верховного суду, якщо:
- є професійним юристом з досвідом не менше 8 років в Аргентині
- має вік не менше 30 років і не менше 6 років є громадянином Аргентини
- відповідати вимогам декрету № 222/03, зокрема задекларувати усе майно, яке належить їм і їхнім близьким родичам.

Членів Верховного суду призначає президент за згодою 2/3 Сенату. Перед затвердженням кожна кандидатура має пройти громадські слухання. Судді можуть бути усунуті від посад тільки в результаті процедури імпічменту, проведеної через Сенат, й тільки з причини негідної поведінки, вчинення злочину, неналежного виконання своїх обов'язків.
Термін, на який обирається суддя Верховного суду, необмежений. У віці 75 років судді мають іти на пенсію, але після досягнення ними цього віку Президент за згодою Сенату може подовжити їхнє перебування на посаді на 5 років. Кількість таких 5-річних продовжень терміну необмежена.

## Чинний склад суду
Нинішній склад Верховного суду Аргентини:
- Президент: Рікардо Лоренсетті[en]
- Віце-президент: Елена Хайтон де Ноласко[en]
- Судді:
  - Хуан Карлос Македа[en]
  - Орісіо Росатті[es]
  - Карлос Фернандо Розенкранц[en]